# Orange (España)
Orange Espagne, S.A.U. es una compañía española de telecomunicaciones propiedad de MásOrange. El operador emplea la marca comercial «Orange», mediante la cual ofrece servicios de telefonía, internet y televisión (Orange TV) en España. Además, también opera bajo la marca de bajo coste Jazztel, bajo la cual ofrece servicios de telefonía, internet y televisión (Jazztel TV) en España.
Orange fue lanzada por parte de France Télécom como marca comercial en España el 3 de octubre de 2006 para unificar la marca operadora de telefonía fija e internet Wanadoo (anteriormente Uni2) y el operador móvil Amena (adquirido en 2005 al Grupo Auna). En la actualidad, es el tercer operador del país en telefonía móvil y el tercero en telefonía fija.
La fusión de la compañía con el Grupo MásMóvil dio lugar a la formación de una empresa conjunta que inició sus operaciones el 26 de marzo de 2024. La entidad resultante posee el 43.4 % de las líneas móviles y el 42.1 % de las líneas de banda ancha fija en España. El 3 de marzo se presentó al público la nueva sociedad conjunta con el nombre de MásOrange.

## Historia

### Liberalización del mercado de las telecomunicaciones
En 1993 la Comisión Europea acordó la liberalización del mercado de las telecomunicaciones en la Unión Europea para el año 1998. A tal efecto, el gobierno de España acordó liberalizar inicialmente la telefonía móvil convocando en 1994 un concurso que ganó el consorcio Airtel (actual Vodafone). Airtel empezó a operar en 1995, rompiéndose por primera vez el monopolio que ostentaba la antigua compañía estatal Telefónica. Para la liberación de la telefonía fija e Internet, el gobierno español decidió ese mismo año que privatizaría y convertiría en operador de telecomunicaciones a Retevisión, la antigua empresa pública de difusión de señales de televisión.
En 1996 France Télécom (FT) anunció su intención de entrar en el mercado español mediante la compra de Retevisión, sin embargo la empresa fue adquirida por un consorcio rival en el año siguiente. FT también se presentó infructuosamente al concurso para gestionar el operador de cable regional de Madrid.
En 1998 el gobierno de España convocó un concurso para la tercera licencia de telefonía fija al cual se presentó únicamente FT. El 1 de diciembre de ese mismo año empezó a operar France Télécom en España bajo la marca «Uni2». En marzo de 1999 FT adquirió el ISP español CTV-Jet, uno de los tres principales del país y ese mismo año empezó a ofrecer servicios de Internet. Posteriormente, FT unificaría sus productos de Internet bajo la marca «Wanadoo».

### Adquisición de Amena y creación de Orange
En 1998 el gobierno español convocó un concurso para otorgar una nueva licencia de telefonía móvil. Al concurso también se presentó Fránce Télécom pero la licencia fue concedida finalmente a Retevisión. A tal efecto Retevisión creó la marca «Amena», que empezaría a funcionar en enero de 1999.
En el año 2000 se convocó un concurso para una cuarta licencia de telefonía móvil al que nuevamente se presentaría FT, liderando un consorcio denominado «Movi2». La empresa gala volvió a fracasar en su intento de acceder al mercado de la telefonía móvil puesto que el consorcio Xfera Móviles (actual Yoigo) se hizo finalmente con la licencia.
Amena incrementó lentamente su cuota de mercado hasta alcanzar el 24% en 2005, año en el cual se alcanzó un acuerdo de venta de la empresa a la francesa France Télécom. A principios del mes de agosto de 2006 se produjo el cambio de titularidad.
Comercialmente, France Télécom rechazó mantener la enseña Amena debido a que su estrategia de marca se focaliza en el uso de una misma marca a nivel global, Orange. En octubre se comunicó oficialmente la desaparición de Amena y fue sustituida por la marca Orange.
En 2007, Jean Marc Vignolles sustituyó a Belarmino García, anterior director general de Amena, como consejero delegado de la empresa. Ese mismo año, France Télécom compró al grupo alemán Deutsche Telekom su filial en España, Ya.com, que tenía 400.000 clientes, por 320 millones de euros. Ya.com funcionó como filial de bajo coste hasta su completa absorción en septiembre de 2012.

### Estrategia de diferentes marcas
En 2012, Orange España decidió entrar en el mercado del bajo coste, con tarifas agresivas a cambio de la carencia de servicios de valor añadido. Para ello decidió recuperar, cinco años después, la marca "Amena" a modo de segunda marca. La compañía justificó esta decisión en que usando una marca conocida previamente, no sería necesaria una gran inversión en publicidad, lo cual la hacía la marca ideal para este operador de bajo coste. La marca renació recuperando sus rasgos más característicos como el uso del color verde. El logotipo se rediseñó con respecto al de la antigua "Amena", eliminando los rasgos del antiguo logotipo que eran reminiscencias de la anterior propietaria de la marca, Retevisión.
En diciembre del mismo año, compró al grupo neerlandés KPN su filial en España, la cual operaba bajo la marca "Simyo" por aproximadamente 30 millones de euros y pasó a gestionarla como segunda marca de bajo coste. Con este movimiento, Orange pasó a tener en su control una segunda marca de bajo coste, operando como OMV bajo la cobertura de su matriz y añadiendo 380.000 nuevos usuarios a su cartera de clientes. Simyo pasó a denominarse legalmente como Orange España Virtual, S.L.U.
En septiembre de 2014, Orange lanzó una OPA sobre la operadora española Jazztel, cuyo motivo fundamental era hacerse con la red de fibra de esta para competir en este sector, en el que se había quedado rezagada, ya que el despliegue de fibra de Orange era muy inferior al de sus competidores, mientras que Jazztel ya tenía acceso a 4 millones de unidades inmobiliarias.
En julio de 2015, la OPA resultó favorable para Orange tras largos meses de espera y numerosas condiciones desde Europa (como tener que vender la red de ADSL y Fibra sobrante de la fusión a otro operador y comprometerse a no subir precios en los próximos años). Orange designó a Jean-Marc Vignolles, Consejero Delegado de Orange, como nuevo Consejero Delegado de Jazztel.
En febrero de 2016, se produjo la fusión por absorción de Jazztel, desapareciendo legalmente pero manteniéndose como marca comercial de Orange España.
A finales de 2018, adquirió la operadora República Móvil, por la que pagó alrededor de 25 millones de euros. República Móvil pasó a ser legalmente Orange España Virtual, S.L.U., la misma denominación social que Simyo.
El 12 de junio de 2021, se materializó la integración de la marca República Móvil en Simyo anunciada por Orange en el mes de abril de ese año.
El 1 de septiembre de 2021, la marca Amena dejó de estar operativa y comenzó la migración de sus clientes a la marca Orange. De esta manera, el porfolio de marcas de Orange España quedaría conformado por las marcas "Orange", "Jazztel" y "Simyo", gama alta, media y baja, todas con productos convergentes con fibra y móvil.

### Fusión con el Grupo MásMóvil
El 8 de marzo de 2022, Orange España y el Grupo MásMóvil anunciaron el inicio de negociaciones para fusionar sus operaciones en España, dando lugar a la creación de una empresa conjunta denominada MásOrange.
El 13 de septiembre de 2022, Orange España anuncia que, en su espacio del metaverso, hará una tienda virtual en la que se podrán adquirir productos de marcas como Oppo, Honor, Huawei, Samsung y Xiaomi. entre otras. Anunciaron que en su espacio podremos ver comerciales de Orange que podrán atender a sus clientes a través de su avatar.
En enero de 2024, Orange España sufrió una importante interrupción cuando un hacker logró acceder a una cuenta para gestionar la tabla de enrutamiento global que controla qué redes entregan el tráfico de Internet de Orange. Según investigadores de seguridad, el hackeo fue resultado de "una preocupante falta de higiene de seguridad en Orange".
Tras varios meses de intensas negociaciones y preparativos, la fusión recibió la aprobación tanto de la Comisión Europea como del Gobierno de España el 12 de marzo de 2024. Según declaraciones del ministro de Transformación Digital y de la Función Pública, José Luis Escrivá, esta fusión dará lugar al principal operador en España, con una base de usuarios que supera los 30 millones en servicios móviles, más de 7 millones en banda ancha y más de 2 millones en servicios de televisión.

## Adquisiciones
| Fecha | Empresa         | Importe (€) | Segmento                                                                    |
| ----- | --------------- | ----------- | --------------------------------------------------------------------------- |
| 1999  | CTV-Jet         | 18 000      | Proveedor de servicios de Internet                                          |
| 2002  | eresMas         | 255 000     | Portal de Internet                                                          |
| 2005  | Amena           | 10 000      | Operador móvil de red                                                       |
| 2007  | Ya.com          | 320 000     | Proveedor de servicios de internet y telefonía fija                         |
| 2012  | Simyo           | 30 000      | Operador móvil virtual                                                      |
| 2015  | Jazztel         | 3 300 000   | Operador móvil virtual, proveedor de servicios de internet y telefonía fija |
| 2018  | República Móvil | 25 000      | Operador móvil virtual                                                      |

## Productos

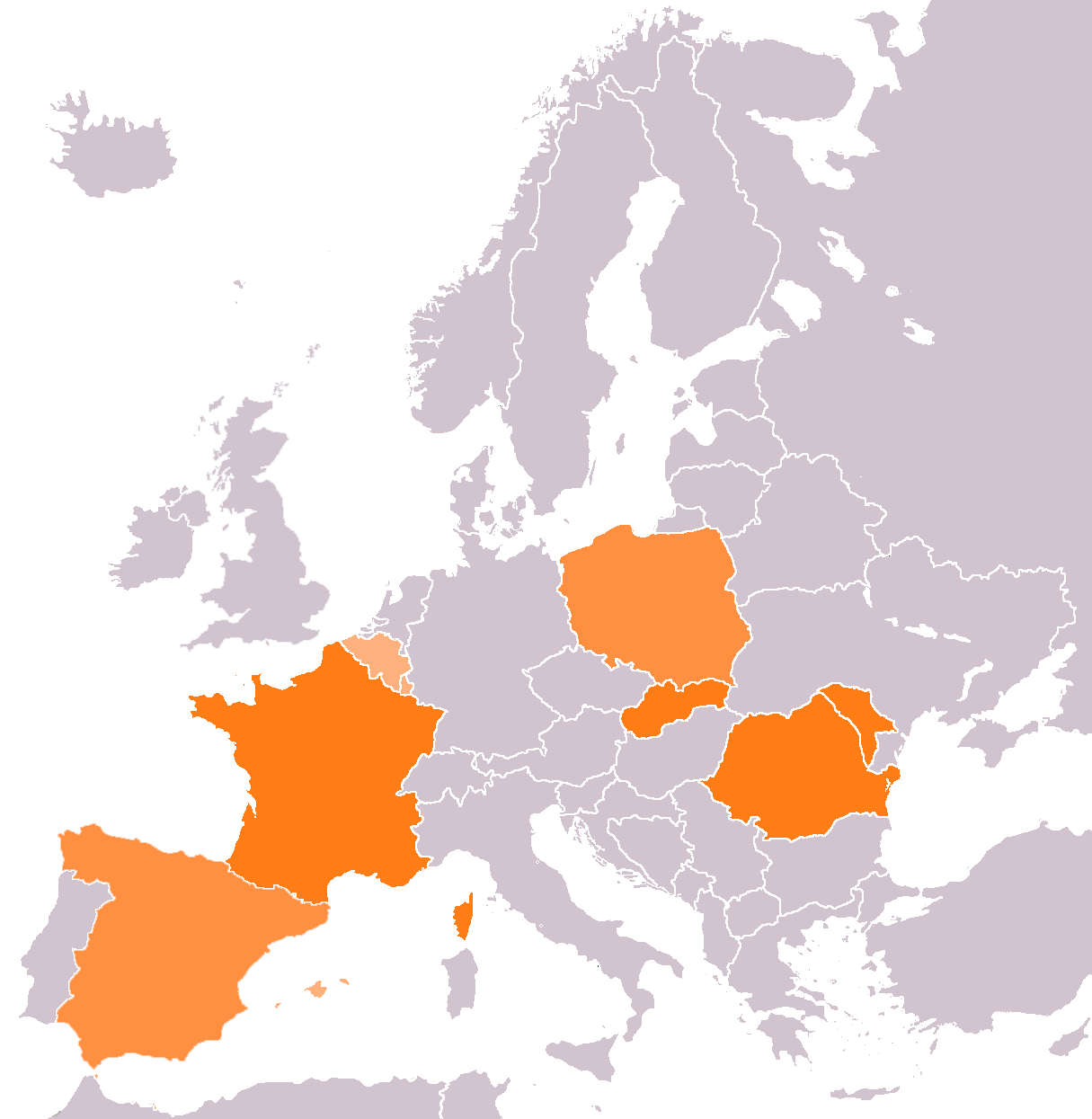
Orange en Europa
Empresa líder en telefonía móvil
2ª empresa en telefonía móvil
3ª empresa en telefonía móvil
5ª empresa en telefonía móvil

### Telefonía móvil
Orange emplea la tecnologías GSM 900 MHz (EGSM) y 1800 MHz (DCS), así como UMTS (3G) de la antigua Amena. Pertenece a la alianza FreeMove. En abril de 2015 el Gobierno de España abre la veda para la utilización de la banda 800, necesaria para la nueva generación de redes 4G. Desde julio del mismo año, tanto Orange como sus principales rivales, Movistar y Vodafone, están habilitando estas frecuencias al permitir, entre otras ventajas, mejor penetración en interiores.
A febrero de 2016, Orange es la segunda compañía de telefonía móvil en España por número de abonados, con 13,9 millones de suscripciones móviles activas.
Como evolución a lo anterior, en diciembre de 2021 Orange España y Onda Cero realizaron la primera emisión de un programa de radio en directo usando la red 5G NSA (Non Stand Alone) en la frecuencia de 3.5 GHz y un ancho de banda de 60 MHz.

### Internet de banda ancha fija
Orange ofrece conexión a internet de banda ancha fija a través de las tecnologías ADSL y fibra óptica. A septiembre de 2017, la empresa tiene 4,2 millones de clientes de banda ancha fija, incluyendo 2,08 millones de clientes de fibra óptica.

### Convergencia de tecnologías (telefonía, internet y televisión)
Orange comercializa el teléfono Unik, que permite realizar llamadas tanto usando la red móvil como la cobertura WiFi, si se tiene contratada la oferta LiveBox. Utiliza tecnología UMA. Los terminales usados, de momento, son de la marca Nokia, Samsung y Motorola.
Por otro lado, Orange ofrece diferentes combinaciones de mantenimiento de línea, ADSL con router wifi, TV a través de su servicio Orange TV, llamadas (de fijo a fijo y de fijo a móvil) y módem USB o tarjeta PCMCIA.
En la televisión de pago:
- Movistar+ (Movistar España)
- Vodafone TV (Vodafone España)

## Marcas y filiales
La marca Orange es usada en la gran mayoría de países donde opera el grupo Orange, utilizando el mismo logotipo y la misma imagen corporativa. El logotipo se trata de un cuadrado de color naranja sobre el cual descansa en su parte inferior la palabra "orange" usando la tipografía Helvética ligeramente retocada. Orange también utiliza la Helvetica Neue para su publicidad y comunicación externa. Se destaca cromáticamente por su uso intensivo del color naranja, normalmente resaltado sobre fondos negros.
Orange España cuenta con las siguientes marcas y filiales:
- Orange: Marca que ofrece telefonía fija, telefonía móvil, internet (fibra y 5G) y televisión.
- Jazztel: Marca que ofrece telefonía fija, telefonía móvil e internet (fibra y 5G).
- Simyo: Filial que ofrece telefonía móvil e internet (fibra y 5G).

## Operadores móviles virtuales
En 2021, además de los OMV propiedad de Orange España (Jazztel y Simyo), existen varios OMV que cuentan con acuerdos con Orange España para utilizar su cobertura de red.
| - Adamo - Ahí+ - Alai Secure - Alów - Atlántica - Aupanet - Bestmóvil - Bluephone - Cable Móvil - Cablex - Dígame - Embou - Eticom - Euskaltel (junto con la de MásMóvil) | - Fibracat - Jetnet - Knet Móvil - LCR Telecom - MásMóvil (junto con la de MásMóvil) - mobilR - MovilDIA - Movizelia - Ocean's - Onlymóvil - Parlem - Pepephone (junto con la de MásMóvil) | - PTV Telecom - RACCtel+ (junto con la de MásMóvil) - R (junto con la de MásMóvil) - Suop Mobile - The Telecom Boutique - Truphone - Upptalk - Yoigo (junto con la de MásMóvil) - You Mobile |

## Críticas y sanciones
Orange España ha recibido críticas por parte de asociaciones de consumidores como OCU y FACUA por publicidad engañosa, cobros improcedentes e incumplimientos de promociones.
El 1 de junio de 2015 el Tribunal Supremo confirmó la multa de 29,95 millones que la Comisión Nacional de la Competencia impuso a Orange en 2012 por abuso de posición de dominio al aplicar precios excesivos en el servicio mayorista que prestan a los operadores móviles virtuales (los que no disponen de red propia) por el envío y recepción de mensajes de texto (SMS) y mensajes multimedia (MMS) en el ámbito nacional.
El 28 de febrero de 2018 el Juzgado n.º 2 de La Coruña condenó a Orange por realizar la práctica abusiva de emitir facturas por periodos de facturación completos en vez de su fracción cuando se produce la baja antes de la finalización de dicho periodo. Para ello debe abstenerse de emitir facturas por periodos completos en dichos casos y deje de realizar dicha práctica en el futuro.